# Тонких, Игорь Владиславович
И́горь Владисла́вович Тонки́х (род. 6 сентября 1961, Комсомольск-на-Амуре) — бывший российский музыкальный предприниматель.

## Биография
В 1985 году по распределению попал на Завод им. М. В. Хруничева, которому принадлежал Дворец культуры имени Горбунова. Работая на заводе инженером, на общественных началах начал заниматься музыкальной деятельностью. В 1986 году организовал первый рок-концерт в ДК им. Горбунова, где до этого проходили только концерты «Клуба самодеятельной песни (КСП)». Тогда же пригласил в ДК Московскую рок-лабораторию, которая стала регулярно проводить в нём свои «Фестивали Надежд».
В 1987 году, пригласив на должность председателя Бориса Симонова, создал в фойе ДК им. Горбунова «Клуб филофонистов», который сначала перекинулся на площадь перед ДК, затем на аллею к метро «Багратионовская», вскоре трансформировавшись в крупнейший в России аудиорынок.
В 1988 году уволился с завода, чтобы полностью посвятить себя музыкальной деятельности. Вместе группой энтузиастов, в число которых входили Александр Ларин и Андрей Борисов, создал «Компанию „Фили“» (в дальнейшем — Feelee Management & Record Company). Первым концертом «Компании „Фили“» стало выступление киевской «Рок-Артели» в составе: «Воплі Відоплясова», «Коллежский асессор», «Раббота Хо».
C 1988 по 1998 год возглавлял Feelee Management & Record Company. 
В кризисный 1998 год компания Feelee Management & Record Company разделилась на две: Feelee Management под руководством Александра Ларина осталась в ДК проводить концерты, а Игорь Тонких ушёл из «Горбушки» и продолжил издательскую и промоутерскую деятельность на лейбле Feelee Records и посредством концертного агентства Feelee Promotion соответственно.

### Клубный девелопмент
С 1997 по 1998 год был музыкальным директором и акционером клуба «Территория», в 2001 году — промоутером клуба «Точка». Как генеральный директор участвовал в создании и управлении клуба IKRA (2005–2008), для чего на пост музыкального директора привлёк Григория Гольденцвайга из журнала «Афиша». В 2007 году клуб IKRA получил Night Life Awards как «Лучший музыкальный клуб».
В 2008 году открыл клуб «ГлавClub», который работал в Санкт-Петербурге (2008—2012) и в Москве (2009—2010, 2013—2022), став прототипом сетевого концертного клуба. На фоне отмены концертов в 2022 году и закрытия клуба в Москве покупатели билетов испытывали затруднения в возврате денег, причём клуб ситуацию не комментировал.   

## Обвинения
Ряд музыкальных групп обвинили ныне закрывшийся ГлавClub и его основателя Игоря Тонких в невыплате причитавшихся им денег и мошенничестве. Все они утверждают примерно одно и то же: под разными предлогами ни музыкантам, ни слушателям не выплатили деньги, причитающееся за проведённые концерты, либо не вернули средства за отменённые мероприятия. Кроме того, авторы сообщают, что уже в 2022 году ГлавClub анонсировал выступления иностранных исполнителей, чей приезд в РФ был фактически невозможен либо в силу военно-политических обстоятельств, либо просто потому, что у них на те же даты стояли концерты совсем в других местах. По состоянию на 2025 год управлявшее площадкой юридическое лицо ООО "ГЛАВМЕНЕДЖМЕНТ" является ответчиком по 29 арбитражным искам.  

## Образование
В 1985 году окончил Московский авиационный институт (МАИ).  В 2007 году получил образование по программе MBA в Московской международной высшей школе бизнеса «МИРБИС» по специальности «Стратегический менеджмент», однако диплом защищать не стал.

## Преподавание
С 2007 по 2008 год читал курс лекций по промоутерской тематике в Бизнес-школе RMA на базе Государственного университета управления (ГУУ).

## Личная жизнь
У Игоря три сына: Владислав, Алексей и Антон.